# Toxocariasis
Toxocariasis hay còn gọi là giun đũa chó mèo là một chi giun gồm hai loại giun ký sinh ở chó và mèo. Đây là hai loại thường gặp trong cuộc sống từ nguồn lây nhiễm vật nuôi trong nhà. Tuy nhiên giun đũa chó phổ biến hơn. 

## Đặc điểm
Khi bị nhiễm phải người bệnh thường hay bị ngứa da tái đi tái lại, điều trị không dứt hẳn. Ngoài ra ở một số người có biểu hiện gan to; sốt hoặc có các triệu chứng của phổi như ho, đau ngực; đau bụng, khó tiêu. Các triệu chứng này có thể kéo dài hàng tháng, hàng năm, người bệnh ít khi nghĩ đến việc bị nhiễm giun.
Khi ấu trùng giun đũa chó, mèo xâm nhập vào cơ thể sẽ mang theo vô vàn vi khuẩn, vi-rút từ ruột đến các cơ quan khác. Nếu ấu trùng di chuyển đến mắt thì gây viêm mắt, nhẹ thì giảm thị lực, nặng thì gây mù lòa, qua ruột thì gây đau bụng kéo dài, đến não thì gây rối loạn thần kinh như nhức đầu, yếu liệt tay chân, trí tuệ sa sút trầm trọng.